# المدرس المجنون (فلم)
المدرس المجنون (بالإنجليزية: The Nutty Professor) هو فيلم كوميدي تم إنتاجه في الولايات المتحدة وصدر في سنة 1996.

## القصة
في كلية ويلمان (بالإنجليزية: Wellman College)، اجتاحت آلاف الهامستر الحرم الجامعي بعد أن أُطلِق سراحهم عن طريق الصدفة من قبل الأستاذ شيرمان كلومب، وهو أستاذ طيب القلب يعاني من السمنة المفرطة. في هذه الأثناء، ابتكر شيرمان صيغة تجريبية تعيد بناء الحمض النووي لشخص يعاني من السمنة بطريقة تسمح له بفقدان الوزن بسهولة أكبر.
بعد محاضرته، يلتقي شيرمان بكارلا بورتي ويسقط على الفور في حبها، وهي خريجة الكيمياء من أشد المعجبين بعمله. بعد العشاء مع عائلته غير المهذبة، يطلب شيرمان من كارلا الخروج في موعد، والذي تقبله، مما أثار دهشة شيرمان. يبدأ الموعد بشكل جيد مع إظهار كارلا إعجابها بعمل شيرمان، لكن المقدم الكوميدي للنادي، ريجي وارينغتون، يسخر منه علنًا حول وزنه. يصاب شيرمان بالاكتئاب، وبعد أن رأى كابوساً أصبح فيه عملاقاً جائعاً يدمر المدينة، يختبر مصله على نفسه، ويخسر 250 رطلاً في غضون ثوان. طغت عليه خسارة الوزن الفورية، ليخرج ويشتري كميات وفيرة من الملابس ذات الحجم العادي للاحتفال، وسيارة رياضية دودج فايبر RT / 10 بقيمة 47 ألف دولار على حسابه في هيئة التدريس. ومع ذلك، يكتشف شيرمان أن تأثيرات المصل مؤقتة فقط.
بإخفاء هويته الحقيقية، يتبنى شيرمان هوية مزيفة، باسم بادي لاف (بالإنجليزية: Buddy Love)، ويدعو كارلا للخروج في موعد في نفس النادي مرة أخرى. يكون ريجي موجود مرة أخرى، وينتقم بادي حينها من خلال مضايقته بلا رحمة. تبدأ شخصية شيرمان في تطوير شخصية مستقلة بسبب ارتفاع مستويات هرمون التستوستيرون في التحول، وتتحول تدريجياً من نفسه العادية المحبوبة إلى شخصية منحرفة بثقة فائقة. مساعد الاستاذ كلومب يدعى جايسون يساعد بادي في الفرار من المشهد بعد أن تم تحديده على أنه الشخص الذي ترك بطاقة ائتمان كلومب في البار. يتبع جايسون بودي وشاهد تحوله مرة أخرى إلى شيرمان كلومب.
في صباح اليوم التالي، أقام العميد ريتشموند اجتماعاً مع شيرمان ورجل الأعمال الثري هارلان هارتلي في فندق ريتز لشرح المصل على أمل الحصول على تبرع هارتلي لقسم العلوم بقيمة 10.000.000 دولار. ومع ذلك، يصل شيرمان إلى فندق ريتز كصديق مع كارلا. عندما يكتشفه ريتشموند، يسأل كارلا إذا كان سيأخذ مكان شيرمان؛ يفعل ذلك، مع أخذ كل الفضل في عمل شيرمان. ينبهر هارتلي وريتشموند به للغاية، ويدعوه ريتشموند إلى حفل في الليلة التالية. في هذه الأثناء، يلتقط بودي ثلاث نساء جميلات، مما يثير غضب كارلا واشمئزازها كثيرًا. ويدعو النساء والعديد من الأشخاص الآخرين إلى منزله في الليل ليكمل الحفلة وينام مع النساء الثلاث.
ريتشموند لا يطرد شيرمان فحسب، بل يخبره بسعادة أن بادي سيأخذ مكانه في الحفل. يرى شيرمان شريط فيديو ساخرًا من الأنا المتغيرة ويقرر أنه قد حصل على ما يكفي، مما جعله يقرر تدمير جميع عينات المصل، وهو ما يفعله بمساعدة جيسون. يخطط شيرمان لتصحيح الأمور مع كارلا والحصول على المنحة من هارتلي. لسوء الحظ، خطط بادي لذلك عن طريق إخفاء عينة من المصل في أحد علب مخفوق شيرمان الغذائي، والتي يشربها شيرمان، مما جعله يتحول إلى بادي مرة أخرى. يحاول جيسون منعه من الذهاب إلى الحفل، لكن يطرده صديقه بلكمة واحدة على وجهه ويغادر.
في الحفل، يوضح بادي آثار المصل للجمهور، لكن جايسون يصل في الوقت المناسب ويواجه بادي، حيث اكتشف أن مستويات هرمون التستوستيرون لدى بودي مرتفعة بشكل مميت 60,000٪. يخطط لشرب كمية كبيرة من الجرعة للتخلص من شيرمان إلى الأبد؛ يعلم جايسون أنه إذا شربه، فسوف يقتل شيرمان. يدخل الاثنان في قتال قصير، لكن شيرمان يبدأ في محاربة الشخصيات من الداخل. يتحول شيرمان في نهاية المطاف إلى نفسه المنتظم ويعترف بإساءاته للجمهور المذهول، بما في ذلك والديه وكارلا؛ يقول أن بادي هو من ظن أنه هو وكل شخص آخر يريده أن يكون، وأنه يجب أن يتقبل نفسه على حقيقته. أثناء مغادرته، أوقفته كارلا وتسأله عن سبب كذبه. يقول إنه لم يصدق أنها ستقبله. بينما لا يبدآن علاقة رومانسية، يبقى شيرمان وكارلا صديقين ويتبادلان الرقص معًا. يعيد العميد ريتشموند تعيين شيرمان ويتبرع هارتلي لشيرمان لأنه «عالم لامع ورجل نبيل».

## الميزانية والإيرادات
بلغت تكلفة إنتاج الفيلم حوالي 54 مليون دولار (estimated)[بحاجة لمصدر] بينما حقق أرباحا تقدر بـ 273,961,019[بحاجة لمصدر] دولار.

### ترشيحات وجوائز
| السنة | الحدث  | الفئة               | النتيجة  |
| ----- | ------ | ------------------- | -------- |
|       | أوسكار | أفضل مستحضرات تجميل | فـــــوز |

## وصلات خارجية
- مقالات تستعمل روابط فنية بلا صلة مع ويكي بيانات

1. ↑  "Dave Chappelle". Inside the Actors Studio. موسم 12. حلقة 10. 12 فبراير 2006. Bravo.
2. ↑  "The Nutty Professor". Metacritic. مؤرشف من الأصل في 2018-01-08.
3. ↑  "The Nutty Professor". rottentomatoes.com. 28 يونيو 1996. مؤرشف من الأصل في 2006-07-08.